# Joe Maese
Joseph Michael "Joe" Maese, född 2 december 1978 i Morenci i Arizona, är en amerikansk utövare av amerikansk fotboll, som i början av 2000-talet spelade i NFL. Innan dess spelade han collegefotboll för University of New Mexico. Han spelade 2001–2004 för Baltimore Ravens och 2005 för Detroit Lions.